# كلارا بارتون
كلاريسا «كلارا» هارلو بارتون (25 ديسمبر 1821 – 12 أبريل 1912) كانت ممرضة رائدة أسست الصليب الأحمر الأمريكي. كانت ممرضة مستشفى في الحرب الأهلية الأمريكية، ومعلمة وكاتبة براءات اختراع. لم يكن تعليم التمريض رسميًا في ذلك الوقت ولم تدخل مدرسة التمريض، لذلك تعلمت تقديم الرعاية بنفسها. عرفت بارتون بعملها الإنساني في وقت كانت فيه قلة من النساء يعملن خارج المنزل.

## بدايات حياتها
ولدت كلاريسا هارلو بارتون في أوكسفورد، ماساتشوستس في 25 ديسمبر 1821، وهي ابنة النقيب ستيفن بارتون، وتعلمت في مؤسسة كلينتون الليبرالية (وكانت وقتها في كلينتون، نيويورك). أسست مدرسة مجانية في بوردنتاون، نيوجيرسي، وعندما افتتحتها كان بها ست طلاب، وأصبح بها 600 طالب عنما تركتها. أجبرتها صحتها المعتلة على ترك مهنة التعليم التي زاولتها منذ كانت في السادسة عشرة، وبين عامي 1854 و1857 كانت كاتبة في مكتب رخص في واشنطن.

## الحرب الأهلية
قامت بتوزيع كميات كبيرة من الإمدادات لإعانة الجنود الجرحى خلال الحرب الأهلية؛ وقرب نهاية الحرب نظمت مكتب سجلات في واشنطن للمساعدة في عمليات البحث عن الجنود المفقودين والتقصي عنهم، وذلك بأمر من الرئيس لينكون. وفي هذا العمل الذي استمر أربع سنوات، قامت بتحديد وكشف أثنا عشر ألف جندي في المقبرة الوطنية في أندرسونفيل في جورجيا. وحاضرت بين عامي 1866 و1867 عن تجربتها في الحرب.

## عملها مع الصليب الأحمر
في عام 1869 ذهبت للعلاج في سويسرا. وعندما وصلت إلى جينيف زارها أعضاء اللجنة الدولية للصليب الأحمر، والذين أملوا أن تتعاون معهم في أعمال جمعيتهم. كانت الولايات المتحدة قد رفضت ان تكون عضوة في اتفاقية جنيف التي قامت جمعية الصليب الأحمر على أساسها، لكن عند اندلاع الحرب الفرنسية البروسية ذهبت الآنسة بارتون مع أعضاء الجمعية ومع لوبز البروسية دوقة بادن إلى مراكز النزاعات وساعدتهم في تنظيم مستشفياتهم العسكرية. وفي عام 1871 أشرفت على تنظيم وتوزيع المساعدات على الفقراء في ستراسبورغ، وفي السنة التالية قامت بمهمة مماثلة في باريس. ومكافأة على خدماتها، منحها الإمبراطور الألماني وسام الصليب الحديدي.

## الصليب الأحمر الأمريكي
عادت إلى الولايات المتحدة عام 1873، حيث بدأت على الفور بمحاولاتها لإنشاء الفرع الأمريكي للصيب الأحمر ولإدخال بلادها في معاهدة جينيف، وأثمرت جهودها بين عامي 1881 – 1882. كانت أولى رؤساء الصليب الأحمر الأمريكي، وشغلت المنصب حتى عام 1904، ومثلت الولايات المتحدة في المؤتمر الولي الذي عقد في جينيف عام 1884؛ كالرزوه عام 1887؛ روما عام 1892؛ فيينا عام 1897؛ سانت بطرسبرغ عام 1903. وقامت بكتابة التعديل الأمريكي على دستور الصليب الأحمر، والذي ينص على أنه يجب ألا تقوم الجمعية بتوزيع الإعانات في أوقات الحرب فقط، بل في أوقات الكوارث أيضا، مثل الفيضانات والمجاعات والزلازل والزوابع والأوبئة، وبهذا التعديل نظمت حملات الأغاثة لضحايا الحمى الصفراء في فلوريدا (1887)، وفيضان جونزتاون في بنسلفانيا (1889) والمجاعة في روسيا (1891)، والإعصار الذي ضرب كارولينا الجنوبية (1893)، والمذبحة في أرمينيا (1896)، الحرب الأمريكية الإسبانية في كوبا (1898)، وإعصار غالفستون في تكساس (1900)، وغيرها العديد من الكوارث. وفي عام 1883 عينها الحاكم باتلر كأمينة خزانة ومراقبة في سجن النساء في شيربورن، ماساتشوستس.
عندما تقاعدت من الصليب الأحمر أصبحت رئيسة لجنة الإسعافات الأولية الوطنية الأمريكية. وماتت في غلين إيكو، ماريلاند في 12 أبريل 1912 متأثرة بالسل عن تسعين عاما.
من كتبها "التاريخ الرسمي للصليب الأحمر” (1882)، "الصليب الأحمر في السلام والحرب” (1898)، "قصة الصليب الأحمر” (1904)، "قصة طفولتي” (1907).

## روابط خارجية
- كلارا بارتون على موقع الموسوعة البريطانية (الإنجليزية)
- كلارا بارتون على موقع إن إن دي بي (الإنجليزية)